# Linda Sonntag
Pour les articles homonymes, voir Sonntag.
Linda Sonntag est une auteur finlandais de nouvelles et documentaires érotiques. Elle est également auteur de livres éducatifs pour enfants.

## Publications

### A caractère érotique
- Jeux érotiques, 2006réédité en 2007
- Avant l'amour..., 2006
- (de) Sex und Liebeskunst, 2004
- Sexe, 2003
- Techniques sexuelles. Plaisir & passion, 2002
- Sexe et Sens, 2002
- Kâma-Sûtra sur l'oreiller, 2002
- Vivre le Kâma-sûtra : 23 Positions inspirées du texte indien de référence, 2001

### Pour enfants
- 1000 questions et réponses, 2003
- 1 2 3 musique ! (avec instruments), 2000
- Apprendre à compter avec Linda Sonntag, 1999